# Григораш, Андрей Ильевич
Андрей Ильевич Григораш (1 сентября 1933 — ?) — бригадир колхоза «Ленинская искра» Дрокиевского района Молдавской ССР, Герой Социалистического Труда (10.03.1978).
Родился в селе Котово, ныне Дрокиевский район Молдавии. Член КПСС с 1963 года. Образование среднее специальное — в 1953 году окончил техникум.
В 1953—1954 гг. участковый механик Забричанской МТС Единецкого района, механизатор на целине в Казахской ССР. В 1954—1957 гг. служил в армии.
С 1957 года работал в родном селе в колхозе «Ленинская искра», в 1979 г. преобразованном в одноименный совхоз агропромышленного объединения по табаку «Молдтабакпром» Дрокиевского района: учётчик тракторной бригады, механик, с 1963 г. бригадир тракторно-полеводческой бригады.
В 1977 году в его бригаде получено озимой пшеницы по 56,5 ц/га на площади 253 га, подсолнечника по 30 ц/га (60 га), табачного листа — по 20,3 ц/га (30 га).
Герой Социалистического Труда (10.03.1978). Награждён 2 орденами Ленина и орденом Трудового Красного Знамени.
Депутат Верховного Совета Молдавской ССР 10 созыва.